# Vreden
Vreden (plattdeutsch Vrene) ist eine Stadt im westlichen Münsterland im Nordwesten von Nordrhein-Westfalen. Sie gehört dem Kreis Borken im Regierungsbezirk Münster an.
Das Kommunalprofil des nordrhein-westfälischen Landesbetriebs für Information und Technik weist Vreden als „Kleine Mittelstadt“ aus.

## Geografie

### Lage

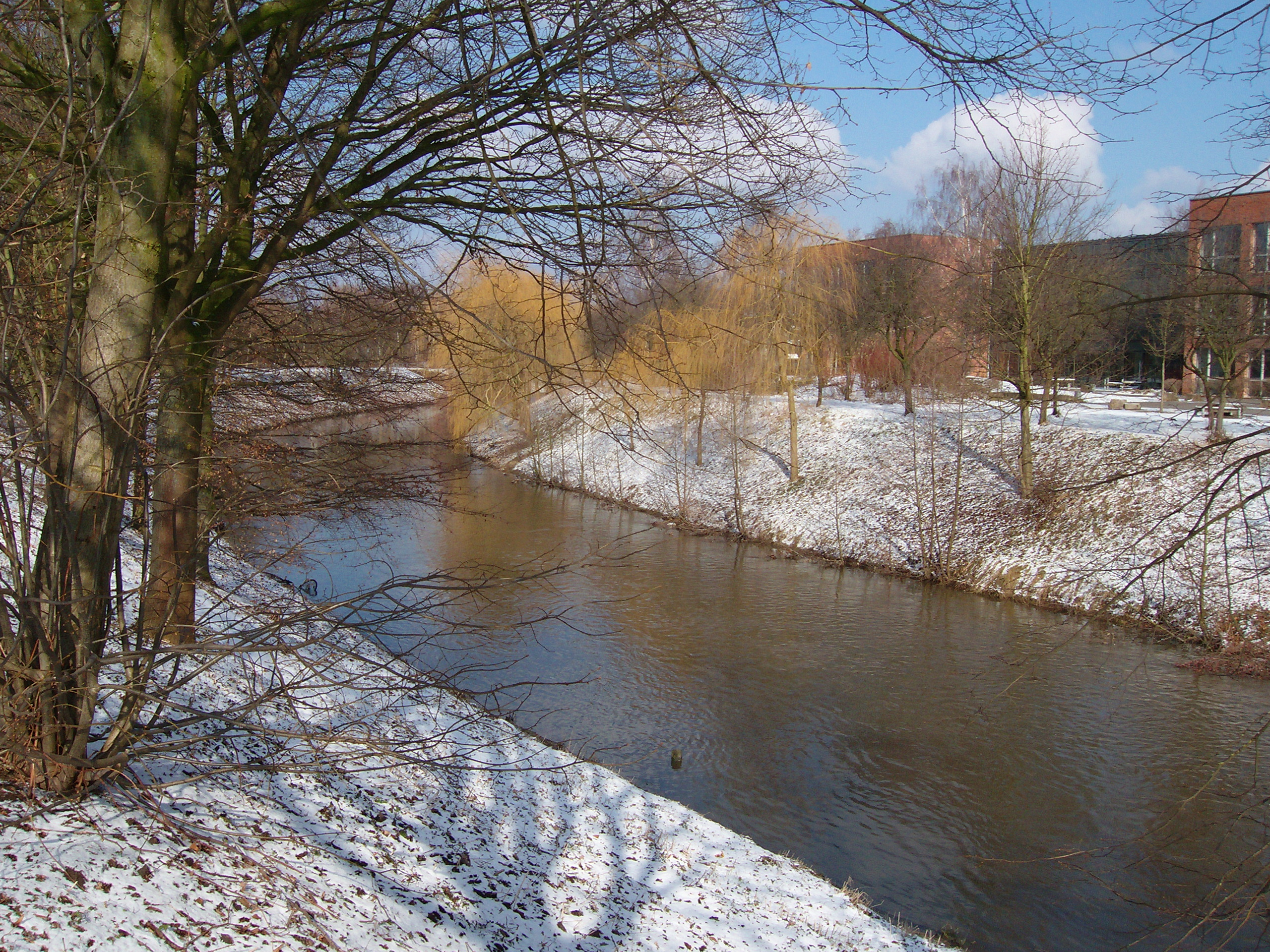
Verlauf der Berkel am Schulzentrum in Vreden

Vreden liegt im westlichen Münsterland, im Übergang von der norddeutschen Tiefebene zum Niederrhein. Der Fluss Berkel und der Ölbach fließen durch Vreden. Weitere größere Fließgewässer sind der Moorbach, der im Stadtbereich in den Ölbach mündet, sowie der Ausbach (Innenstadt), der Huningbach (Ammeloe) und der Emrichbach (Wennewick-Oldenkott), die jeweils in die Berkel münden.
Aus naturräumlicher Sicht ist das Vredener Gebiet den Vreden-Gronauer Niederungen, einem Teil des Westmünsterlands, zuzurechnen.
Die Vreden umgebende Münsterländer Parklandschaft ist geprägt durch Wiesen und Wälder, Heidelandschaften und Moorgebiete (Venn).

### Nachbargemeinden
Deutsche Nachbargemeinden von Vreden sind Ahaus, Stadtlohn und Südlohn. Den größten Teil der Gemeindegrenze macht jedoch die Staatsgrenze zu den Niederlanden aus.
Auf niederländischer Seite grenzt Vreden seit der niederländischen Gemeindereform vom 1. Januar 2005 an die Provinz Gelderland mit den Gemeinden Winterswijk, Oost Gelre (früher Groenlo) und Berkelland (früher Eibergen) sowie an die Provinz Overijssel mit der Gemeinde Haaksbergen.

### Stadtgliederung

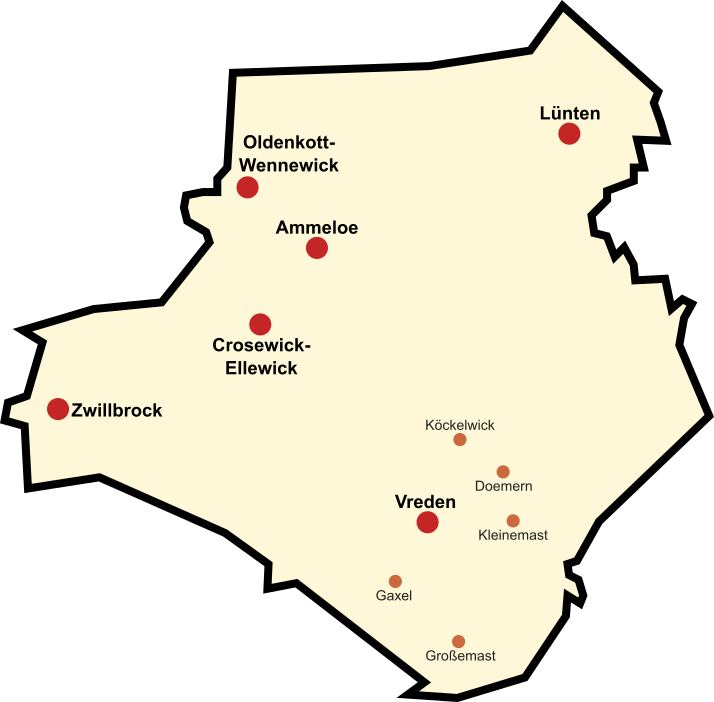
Ortsteile (rot) und Bauerschaften (orange) von Vreden

Die Stadt ist in den Stadtkern, die fünf Kirchdörfer Ammeloe, Ellewick-Crosewick, Lünten, Wennewick-Oldenkott und Zwillbrock sowie die fünf Bauerschaften Doemern, Gaxel, Großemast, Kleinemast und Köckelwick gegliedert.

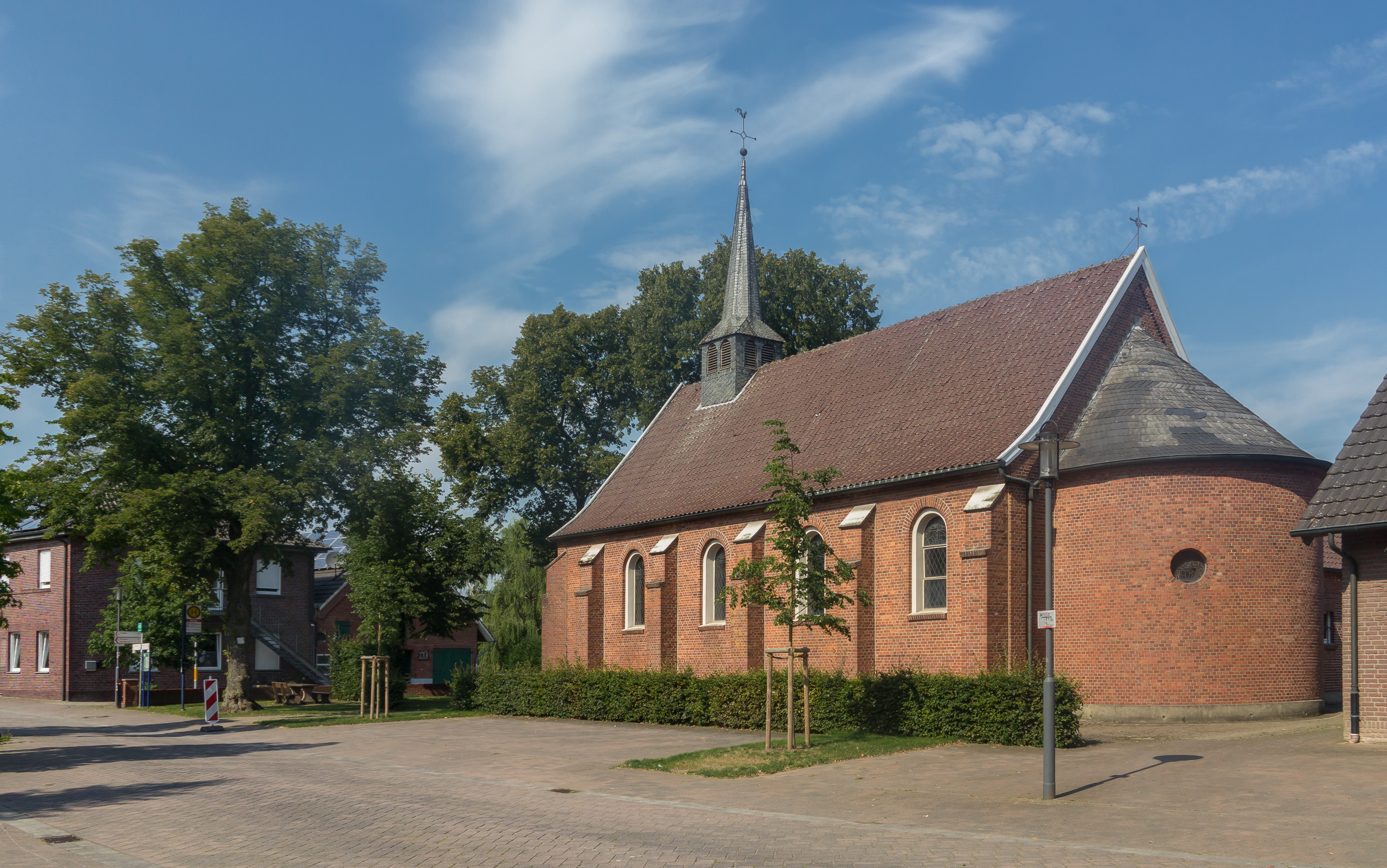
Oldenkott-Wennewick, katholische Pfarrkirche Sankt Antonius

Der Stadtkern selbst erweiterte sich, ausgehend von der mittelalterlichen Stadt innerhalb der Stadtmauern, nahezu kreisförmig und gleichmäßig in alle Richtungen. Die in den 1970er Jahren in mehreren Abschnitten begonnene und 2006 durch den Ringschluss fertiggestellte Umgehungsstraße bildet zumeist den Abschluss der geschlossenen Bebauung.
Die verschiedenen nach dem Krieg auf dem Gebiet des seinerzeit eigenständigen Amtes Ammeloe errichteten Siedlungen, die ursprünglich außerhalb der Stadt lagen, zählen aufgrund der starken Ausdehnung der Stadt inzwischen zur geschlossenen Bebauung, wenngleich sie sich teilweise außerhalb des äußeren Rings (Umgehungsstraße) befinden.
Mit dem „Marienhook“ in Gaxel sowie der Ferienhaussiedlung „Seerose“ in Ellewick liegen somit nur noch zwei größere Siedlungsgebiete außerhalb der eigentlichen Stadt bzw. der Kirchdörfer.

## Geschichte

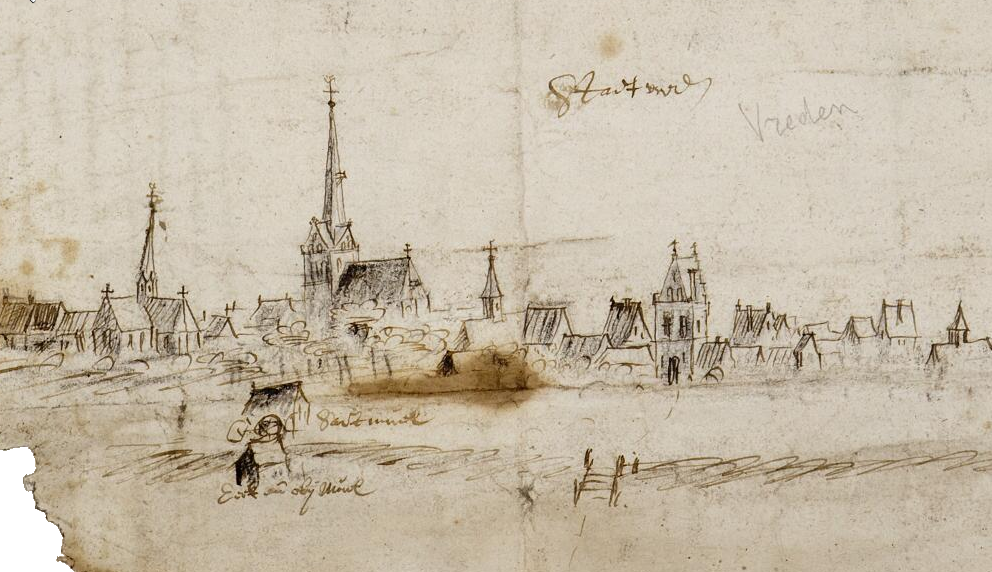
Vreden im Jahr 1649

Grabungsfunde zeigen, dass das Gebiet des Zwillbrocker Venns bereits vor mehr als 10.000 Jahren besiedelt war. Auf dem Gebiet der heutigen Stadtbebauung reichen Bodenfunde bis etwa in das fünfte Jahrhundert v. Chr. zurück.

### Mittelalter
Aus den Xantener Annalen ergibt sich, dass im Jahre 839 die Reliquien dreier Heiliger nach Vreden überführt wurden. Der Knochenstaub der hl. Felicitas liegt noch im Altar der Stiftskirche. Die anderen beiden Heiligen waren Felicissimus und Agapitus. Dies ist die erste urkundliche Erwähnung Vredens und dürfte zeitlich mit der Gründung des Damenstifts zu Vreden zusammenfallen.
Im Jahr 1016 wird Graf Wichmann III., ein Billunger und Verwandter des Königshauses, in Vreden beerdigt.
Ende 1024 besuchte der neugewählte König Konrad II. im Rahmen seines Königsumritts Vreden. Dort wurde er von den Äbtissinnen Adelheid von Vreden und Sophia von Essen empfangen, die Töchter von Kaiser Otto II. und seiner Gattin Theophanu bzw. Schwestern des verstorbenen Kaisers Otto III. waren.
Während das reichsunmittelbare Stift dem Erzbistum Köln zuzurechnen war, gehörte die Stadtgemeinde zum Bistum Münster. Im Jahre 1252 verpflichteten sich – in einem ungewöhnlichen Zusammenwirken zweier Bischöfe als Stadtgründer – der Erzbischof von Köln und der Bischof von Münster, Vreden durch die Anlage der Neustadt als Stadt auszubauen und zu befestigen. Vreden erhielt somit die Stadtrechte. 1324 brannte die bislang nicht lokalisierte Burg in der Altstadt ab und wurde 1398 durch einen Neubau an der Stelle des heutigen Rathauses ersetzt. Im Rahmen der münsterischen Stiftsfehde wurde Vreden zwischen 1451 und 1455 mehrmals belagert und eingenommen. Im Jahre 1470 wurde Vreden Mitglied der Hanse. Innerhalb der Hanse gehörte Vreden zum Braemquartier. Das Braemquartier war eines der beiden Unterquartiere im Münsterschen Hansequartier. Dessen Vorort (Prinzipalort) war Coesfeld.

### Neuzeit
Der Achtzigjährige Krieg in den benachbarten Niederlanden sowie der Dreißigjährige Krieg betrafen auch Vreden. Im Jahr 1598 wurde Vreden von spanischen Truppen besetzt. Erst der Westfälische Friede beendete im Jahre 1648 die Feindseligkeiten. Die Grenze zwischen dem Bistum Münster und dem Erzbistum Utrecht wurde zur heute bestehenden Staatsgrenze. Etwa zur gleichen Zeit wurde die Berkelschifffahrt aufgenommen.
Im Jahre 1811 fiel Vreden vorübergehend an Frankreich. Im gleichen Jahr vernichtete ein Stadtbrand weite Teile der Stadt. Ein zweiter katastrophaler Brand ereignete sich 1857. Zur Förderung der lokalen Wirtschaft wurde 1841 die Sparkasse gegründet, die dritte im Münsterland. Viele Industriebetriebe, insbesondere Webereien und Spinnereien, nahmen im Laufe des 19. Jahrhunderts die Produktion auf. Dennoch dauerte es bis zum Jahre 1903, bis Vreden einen Anschluss an die Nordbahn der Westfälischen Landes-Eisenbahn erhielt.
Große Teile der Stadt und der Industrie wurden im Zweiten Weltkrieg durch Luftangriffe kurz vor Kriegsende zerstört, darunter auch die beiden Kirchen. Während die Stiftskirche wieder aufgebaut wurde, mussten die Trümmer der Pfarrkirche St. Georg einem Neubau weichen. Im Rahmen der Bauarbeiten wurden unter St. Georg die Fundamente mehrerer Vorgängerkirchen entdeckt, die bis in die Zeit des ersten Jahrtausends n. Chr. zurückreichen.
Nach dem Krieg wuchs die Stadt beständig und überschritt in den 1990er Jahren die Marke von 20.000 Einwohnern. Die Textilindustrie wich zunehmend einem gut diversifizierten Mix aus verschiedenen Branchen.
Zum 1. Juli 1969 wurden die Gemeinde Ammeloe (131,88 km²), die seit dem Anfang des 19. Jahrhunderts verwaltungstechnisch als Landgemeinde eigenständig war, und die Stadt Vreden (damals 3,71 km²) zur neuen Stadt Vreden zusammengeschlossen. Das Rathaus der Kragengemeinde Ammeloe befand sich in der Vredener Innenstadt.
Im Zuge der kommunalen Neugliederung wurde mit dem Münster/Hamm-Gesetz der bisherige Kreis Ahaus, zu dem Vreden seit 1816 zählte, am 1. Januar 1975 in den erweiterten, neuen Kreis Borken eingegliedert. Das Vredener Amtsgericht wurde kurz zuvor aufgelöst, zuständiges Amtsgericht ist seither Ahaus.

## Bevölkerung
| Einwohner (jeweils zum 31. Dezember) - 1998: 21.392 - 1999: 21.554 - 2000: 21.718 - 2001: 21.931 - 2002: 22.030 - 2003: 22.220 - 2004: 22.387 - 2005: 22.790 - 2006: 22.723 - 2007: 22.775 - 2009: 22.911 - 2011: 22.658 - 2012: 22.395 - 2015: 22.688 - 2017: 22.561 - 2018: 22.641 - 2019: 22.670 - 2020: 22.676 - 2021: 22.758 - 2022: 23.161 - 2023: 23.265 | Staatsangehörigkeit (Stand: 1. Januar 2017) - 95,2 % deutsch - 2,4 % niederländisch - 1,1 % polnisch - 0,8 % syrisch - 0,4 % irakisch - 0,3 % türkisch - 0,2 % kosovarisch - 0,2 % rumänisch - 0,2 % serbisch - 0,1 % afghanisch - 0,1 % bulgarisch - 0,1 % italienisch - 0,1 % albanisch Geschlecht (Stand: 31. Dezember 2022) - männlich 11.820 - weiblich 11.341 |

Einwohnerentwicklung von Vreden von 1998 bis 2017

Am 1. Januar 2019 waren insgesamt (Haupt- und Nebenwohnung) 23.768 Personen in Vreden gemeldet.

## Politik

### Stadtrat
Das Ergebnis der Stadtratswahl am 13. September 2020 ist im nebenstehenden Diagramm wiedergegeben.
Die Tabelle zeigt die Sitzverteilung im Rat seit 2009.
|      | CDU | SPD | FDP | UWG | GRÜNE |
| ---- | --- | --- | --- | --- | ----- |
| 2020 | 21  | 5   | 3   | 2   | 5     |
| 2014 | 19  | 8   | 2   | 2   | 3     |
| 2009 | 18  | 7   | 5   | 2   | 2     |

### Bürgermeister
Zum Bürgermeister wurde Tom Tenostendarp (CDU) mit 67,51 % der Stimmen im ersten Wahlgang am 13. September 2020 gewählt. Mit 29 Jahren (Stand: September 2020) ist er der zweitjüngste amtierende Bürgermeister in Nordrhein-Westfalen. Er ist Nachfolger von Christoph Holtwisch (CDU), der bei der Kommunalwahl nicht wieder zur Wahl stand.

### Abgeordnete
- Johannes Röring (CDU) vertrat den Bundestagswahlkreis Borken II von 2005 bis 2020 im Deutschen Bundestag.
- Ursula Schulte (SPD) wurde im September 2013 über die Landesliste in den Deutschen Bundestag gewählt. 2020 stand sie nicht mehr zur Wahl.
- Bernhard Tenhumberg (CDU) vertrat den Landtagswahlkreis Borken II von 1995 bis 2017 im Landtag Nordrhein-Westfalen.

### Städtepartnerschaften
Vreden pflegt seit 1990 eine Städtepartnerschaft mit dem brandenburgischen Elsterwerda.

### Wappen und Banner
| Banner, Wappen und ehem. Wappen |  |
|                                 |  |
|                                 |  |

Der Stadt ist mit Urkunde des Regierungspräsidenten in Münster vom 14. September 1973 das Recht zur Führung eines Wappens, einer Flagge und eines Dienstsiegels verliehen worden.
Blasonierung: „Auf blauem Grund in Gold (Gelb) die Heiligen Petrus mit aufgerichtetem silbernen (weißen) Schlüssel und Paulus mit aufgerichtetem silbernen (weißen) Schwert als Schildhalter eines von Silber (Weiß) zu Blau gespaltenen Schildes, der vorn ein durchgehendes schwarzes Kreuz, hinten einen goldenen (gelben) Balken zeigt.“
Mitte des 13. Jahrhunderts wurde Vreden vom Kölner Erzbischof und Münsteraner Bischof, die gemeinsam über Vreden herrschten, als Stadt ausgebaut. Das Siegel der Stadt zeigt die Bistumspatrone Paulus (Münster) und Petrus (Köln) vor einem gespaltenen Schild. Dieser zeigt vorne das Kölner Kreuz und hinten den münsterischen Balken. Dieser Schild ist das Wappen der Stadt Vreden. Der goldene Balken, eigentlich auf rotem Grund, ist auf eine falsche Farbgebung Ende des 17., Anfang des 18. Jahrhunderts zurückzuführen.
Seit Mitte der 1970er Jahre wird fast ausschließlich auf das Siegelbild zurückgegriffen, welches das eigentliche Wappen beinhaltet.
Beschreibung des Banners: „Das Banner ist in zwei gleich breiten Bahnen von Blau und Gelb längs gestreift und zeigt in der Mitte der oberen Hälfte das Stadtwappen im Schild.“

## Religionen

### Katholische Kirchengemeinde

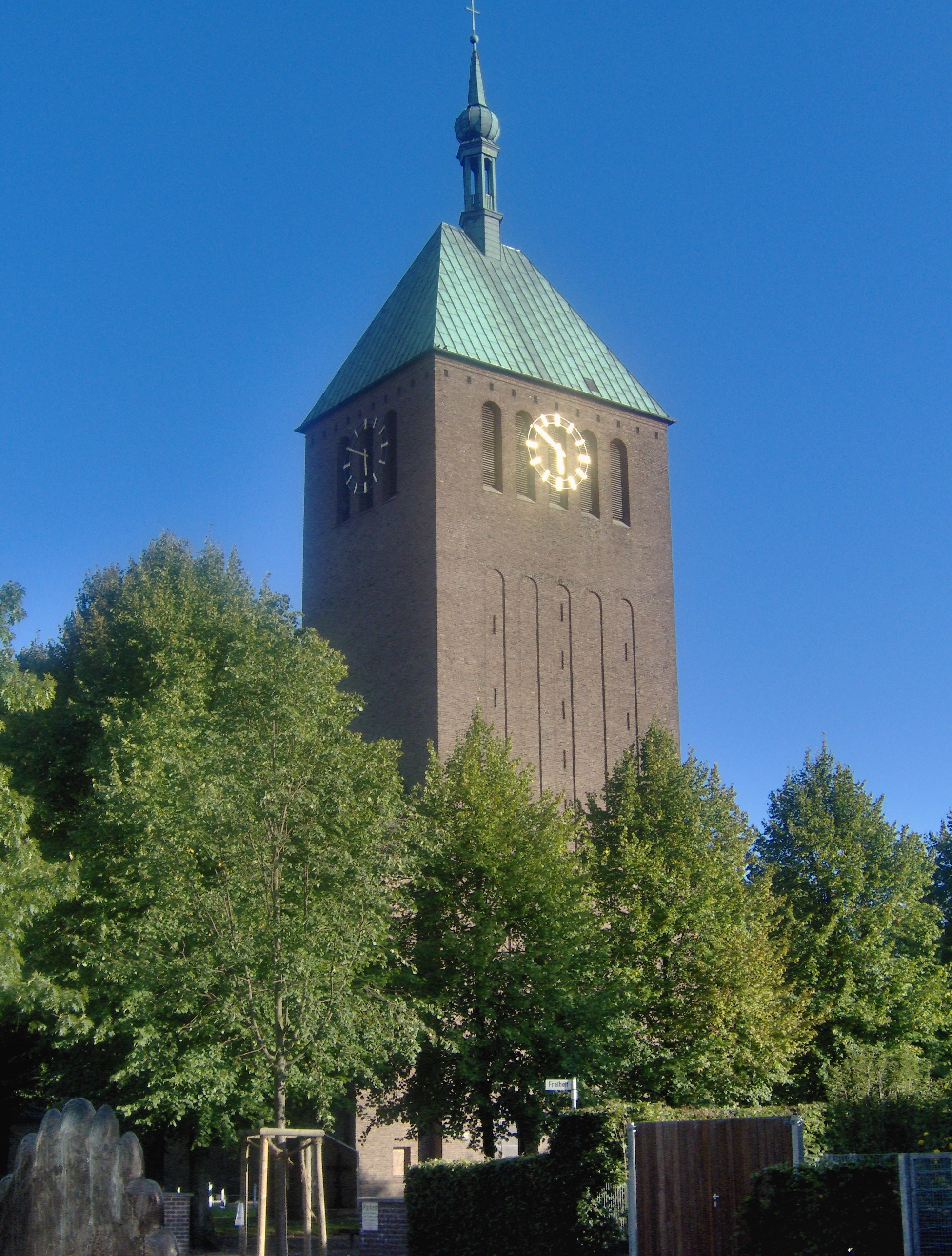
Pfarrkirche St. Georg

Die römisch-katholische Kirche hat in der Geschichte Vredens eine herausragende Stellung. Grabungsfunde unter der St. Georgs-Kirche zeigten, dass in Vreden eine der ersten Kirchen im Bistum Münster stand. Im Mittelalter bestimmten dann die Bischöfe von Köln und vor allem Münster maßgeblich die Geschicke Vredens. Mit dem in Vreden-Lünten geborenen Heinrich Tenhumberg stammt auch ein früherer Bischof von Münster aus Vreden.
Kaplan Leo Grüner war einer derjenigen, die 1938 öffentlich kritisierten, dass das  NS-Regime die Juden in ihrem Machtbereich entrechtete und verfolgte. Grüner kritisierte auch die Novemberpogrome 1938.
Es wurde bekannt, dass die Gestapo ihn überwachte.
Am 17. Februar 1941 wurde er verhaftet wegen einer Predigt, in der er „die aufrechte katholische Haltung Francos, Pétains, Mussolinis und Ion Antonescus“ gerühmt hatte. Er wurde angeklagt, Hitler dabei absichtlich nicht genannt zu haben.
Wie in anderen Gemeinden des Westmünsterlands betrug der Anteil der Katholiken bis zum Ende des Zweiten Weltkriegs weit über 90 Prozent. 
Die St. Georgs-Pfarrkirche und die neben ihr gelegenen ehemaligen Stiftskirche St. Felizitas dominieren den Innenstadtbereich. Beide Kirchen stehen im Gebiet der ehemaligen Stiftsimmunität, an die noch die Straßenbezeichnung „Freiheit“ erinnert. Andere Gebäude des Damenklosters sind nicht mehr erhalten.
Ebenfalls nicht mehr erhalten sind das frühere Klarissenkloster und das Franziskanerkloster.
Auf dem Hof des Schulze Früchting in Ellewick ließen sich im 20. Jahrhundert Ordensbrüder nieder. Die früher dort gelegenen Gebäude (Wohnhaus und Nebengebäude) wurden später abgebaut und im Stadtpark wieder errichtet, wo sie den Kern des dort gelegenen Bauernhausmuseums bilden.
In den Ortschaften Ammeloe, Ellewick-Crosewick, Lünten, Wennewick-Oldenkott und Zwillbrock gibt es katholische Kirchen. Die barock ausgestattete Kirche St. Franziskus in Zwillbrock ist überregional bekannt. Diverse Kapellen, Bildstöcke und Rosenkranzstationen vervollständigen die Auflistung der geweihten Bauwerke. Die von 1912 bis 1916 gebaute Kirche St. Antonius der Arbeiterkolonie St. Antoniusheim hingegen, in der etwa 100 Jahre lang regelmäßig die hl. Messe gelesen wurde, wurde am 31. Januar 2010 profaniert. Auch die im Stadtgebiet gelegene Kirche St. Marien wurde nach Beschluss des Bistums am 20. November 2011 entweiht. Im März 2015 wurde die Kirche mitsamt ihren Nebengebäuden abgerissen. Lediglich der Kirchturm blieb stehen.
Die katholischen Pfarrgemeinden Vredens, zu denen früher auch die Pfarrei St. Georg in Ottenstein zählte, wurden im September 2007 in der neuen Pfarrgemeinde Vreden St. Georg zusammengefasst. Sie sind dem Dekanat Vreden zugeordnet, das außerdem die Gemeinden aus Stadtlohn und Südlohn-Oeding umfasst.

### Evangelische Kirchengemeinde
Nach Beginn der Reformation wechselten in Vreden ab 1550 viele Einwohner zum neuen Glauben. Auch im Zeitalter der Konfessionalisierung des 17. Jahrhunderts wogte der Einfluss katholischer Kräfte einerseits und reformierter Kräfte andererseits hin und her. Seit dem Beginn der sogenannten Gegenreformation ging die Zahl der Evangelischen mehr und mehr zurück, doch auch im 18. Jahrhundert waren noch mehrere Vredener Familien protestantisch. Sie waren Mitglieder der reformierten Kirchengemeinde im niederländischen Rekken. Nach dem Wiener Kongress kam Vreden mit dem Münsterland zu Preußen. Die preußische Oberschicht (hohe Beamte, Lehrer, Richter etc.) war überwiegend evangelisch. Daher gründete sich bald wieder eine evangelische Gemeinde, die im Jahre 1860 ihren ersten Kirchbau erhielt.
In den 1970er Jahren wurde dieser durch ein Gemeindezentrum mit Kirche und multifunktionalen Räumen in der Mauerstraße 14 ersetzt. Durch den Zuzug von Ostvertriebenen wuchs die Gemeinde in der zweiten Hälfte des 20. Jahrhunderts kräftig. Die Kirchengemeinde Vreden-Stadtlohn-Oeding hat heute ca. 4500 Gemeindeglieder. Sonntäglich werden zwei Gottesdienste gefeiert. Die Gemeinde betreuen zwei hauptamtliche Pfarrer; sie unterhält einen Kindergarten.

### Weitere Kirchengemeinden
Die neuapostolische Gemeinde verfügt über ein Kirchengebäude in einem Gemeindezentrum. Die neuapostolische Kirche liegt in einem Wohngebiet an der Kreuzung Pol-/Süringstraße. Sie wird nicht nur von Vredener Mitgliedern, sondern von neuapostolischen Christen aus dem ganzen Altkreis Ahaus besucht.
Die evangelische Freikirche Vreden, die ihre geschichtlichen Wurzeln in der Täuferbewegung der Reformationszeit in den Niederlanden und der Schweiz hat und bundesweit in der Arbeitsgemeinschaft Mennonitischer Brüdergemeinden vernetzt ist, verfügt in der Bahnhofstr. 11 über eine Kirche und weitere Räumlichkeiten für Gottesdienste und Zusammenkünfte der Gemeinde.

### Jüdische Gemeinde
Wie in den meisten deutschen Städten führte der Rassenwahn der Zeit des Nationalsozialismus auch in Vreden zum Ende der jüdischen Gemeinde. Im Zuge der Novemberpogrome 1938 wurde die Synagoge beschädigt und später abgerissen. An ihren Standort erinnern eine Gedenktafel und die Straßenbezeichnung „Zur Synagoge“.
Nach dem Krieg kam es nicht wieder zur Gründung einer jüdischen Gemeinde. Daher sind zwei jüdische Friedhöfe, der Alte Jüdische Friedhof und der Neue Jüdische Friedhof, derzeit die einzigen öffentlichen Zeugnisse des jüdischen Glaubens.

### Konfessionsstatistik
(Stand: 31. Dezember 2005)
- 90,87 % römisch-katholisch
- 9,06 % evangelisch
- 0,07 % sonstige/ohne

(Stand: 31. Dezember 2021) 
- 73,47 % römisch-katholisch
- 7,17 % evangelisch
- 19,36 % sonstige/ohne

(Stand: 31. Dezember 2023) 
- 68,97 % römisch-katholisch
- 6,71 % evangelisch
- 24,32 % sonstige/ohne

Der Anteil der Protestanten und Katholiken an der Gesamtbevölkerung sinkt seit 2005 jährlich um 1 Prozentpunkt.

## Kultur und Sehenswürdigkeiten

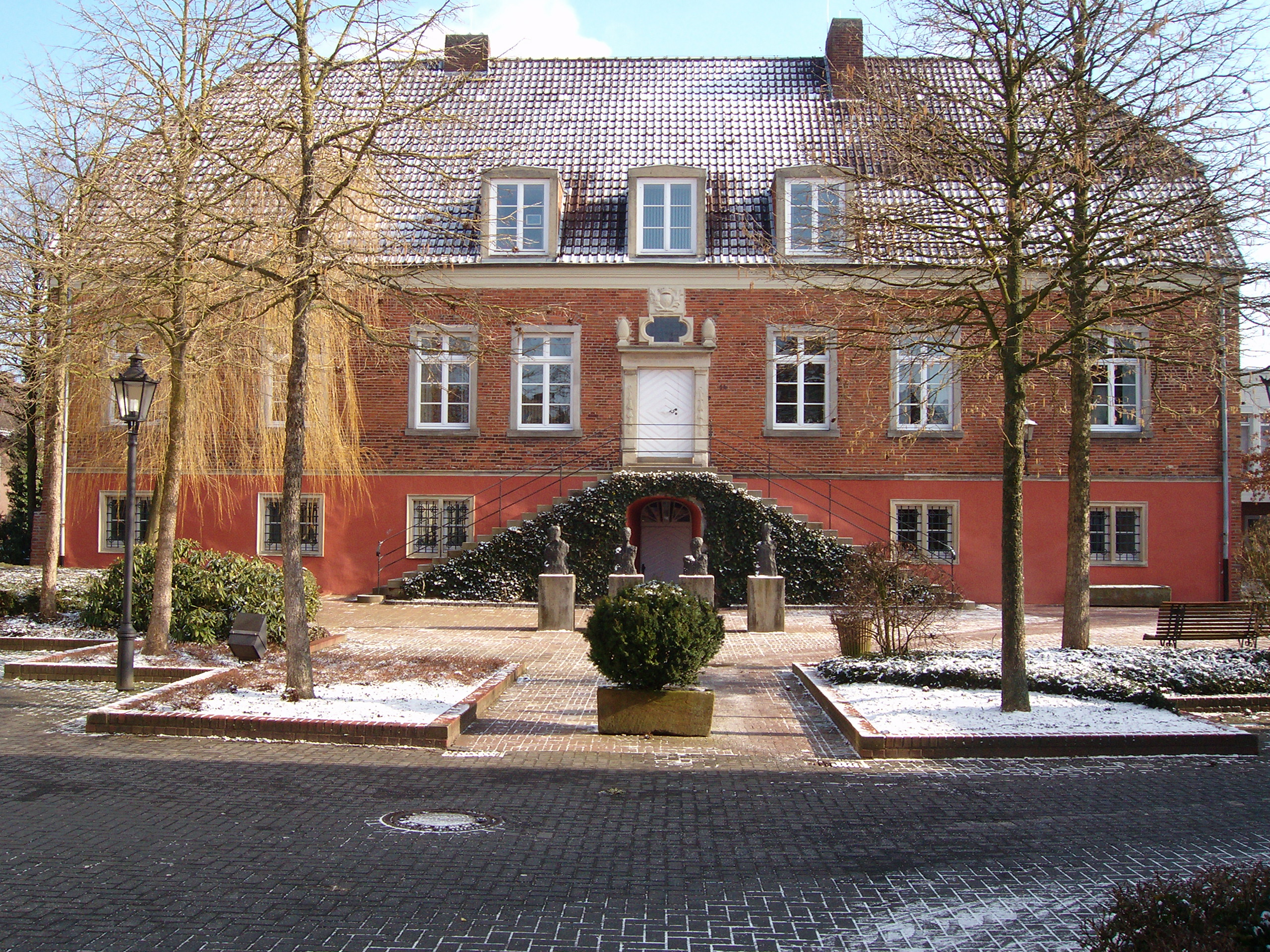
Alte fürstbischöfliche Burg (heute Rathaus)

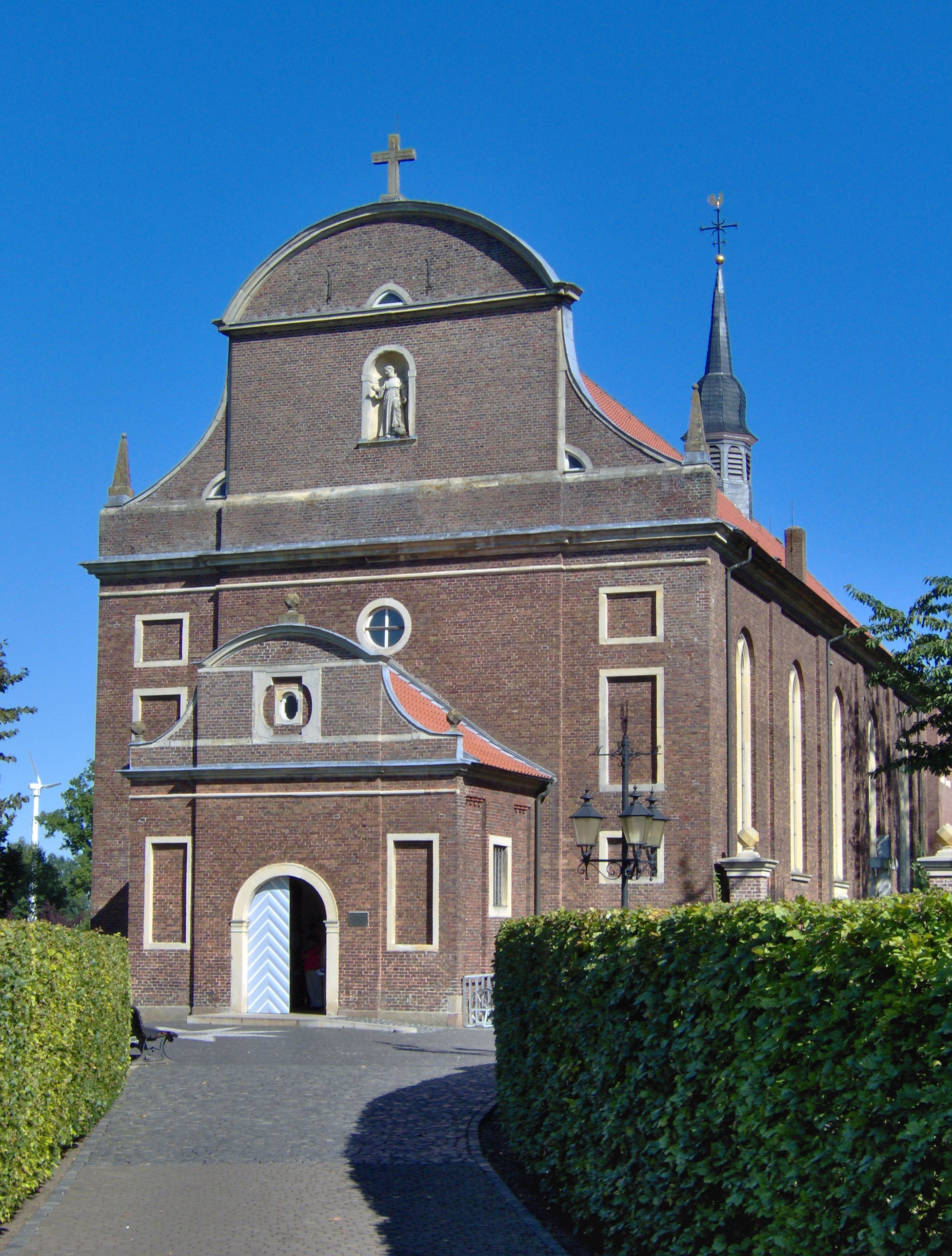
Barockkirche Zwillbrock

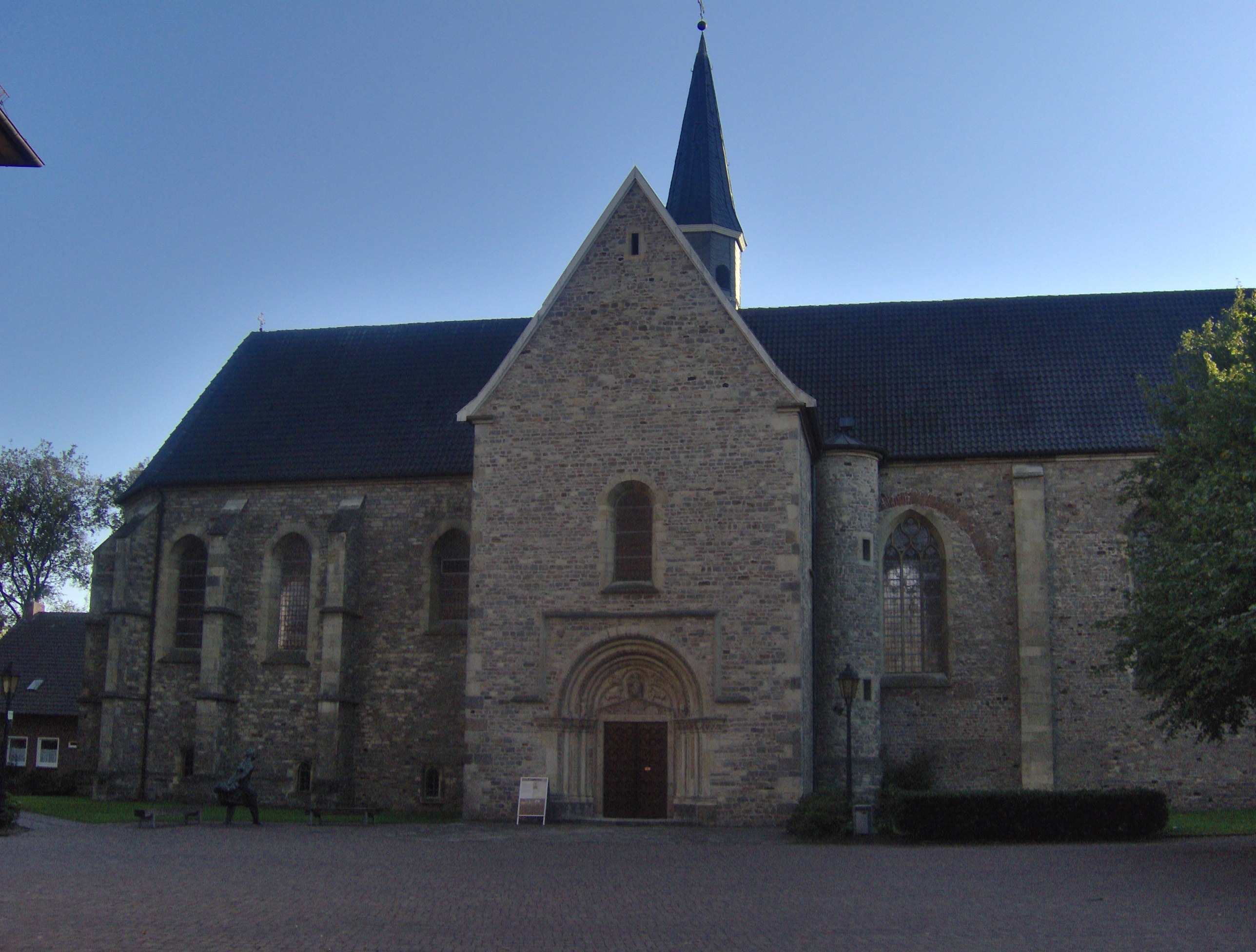
Stiftskirche St. Felizitas

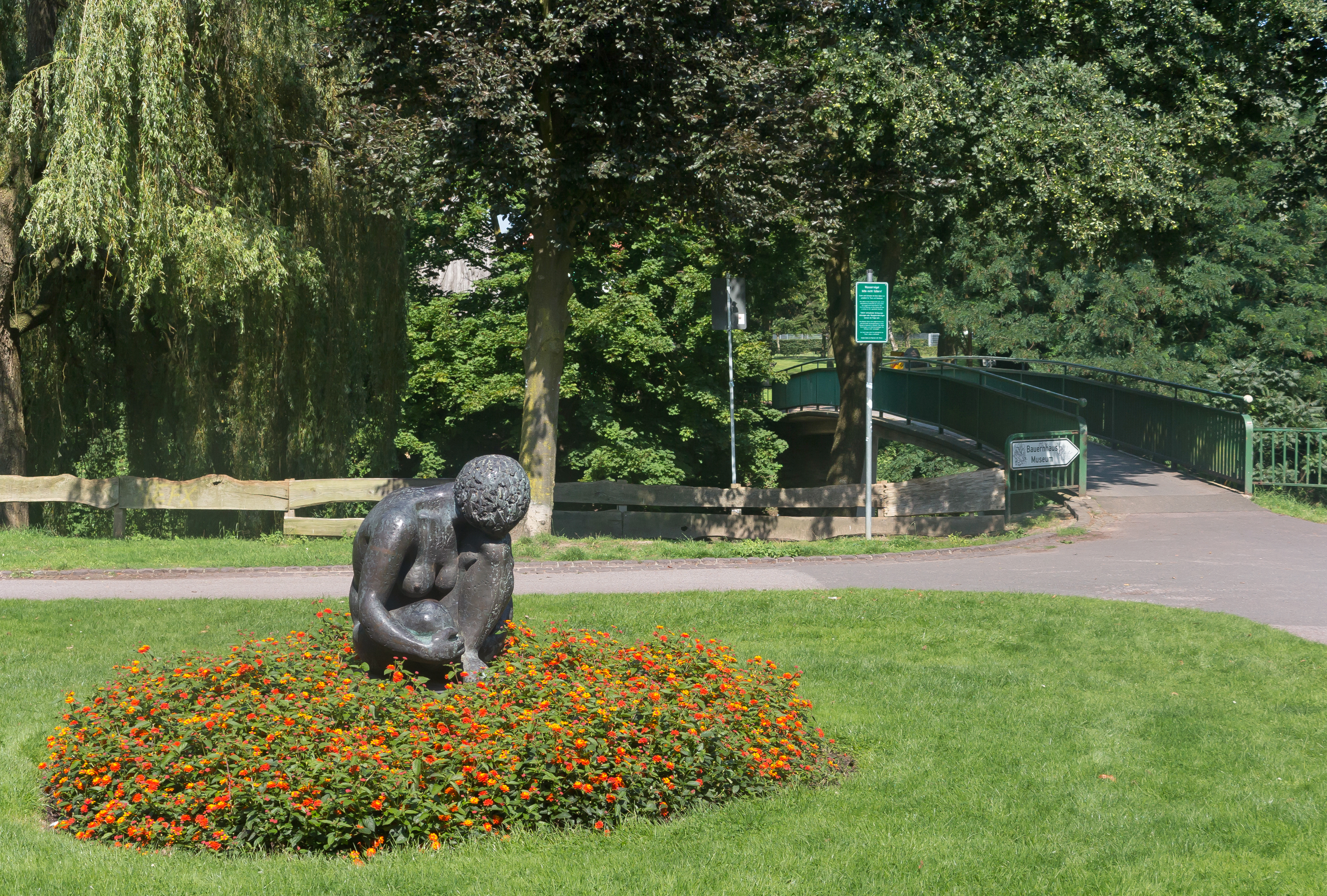
Skulptur nahe der Fußgängerbrücke über die Berkel

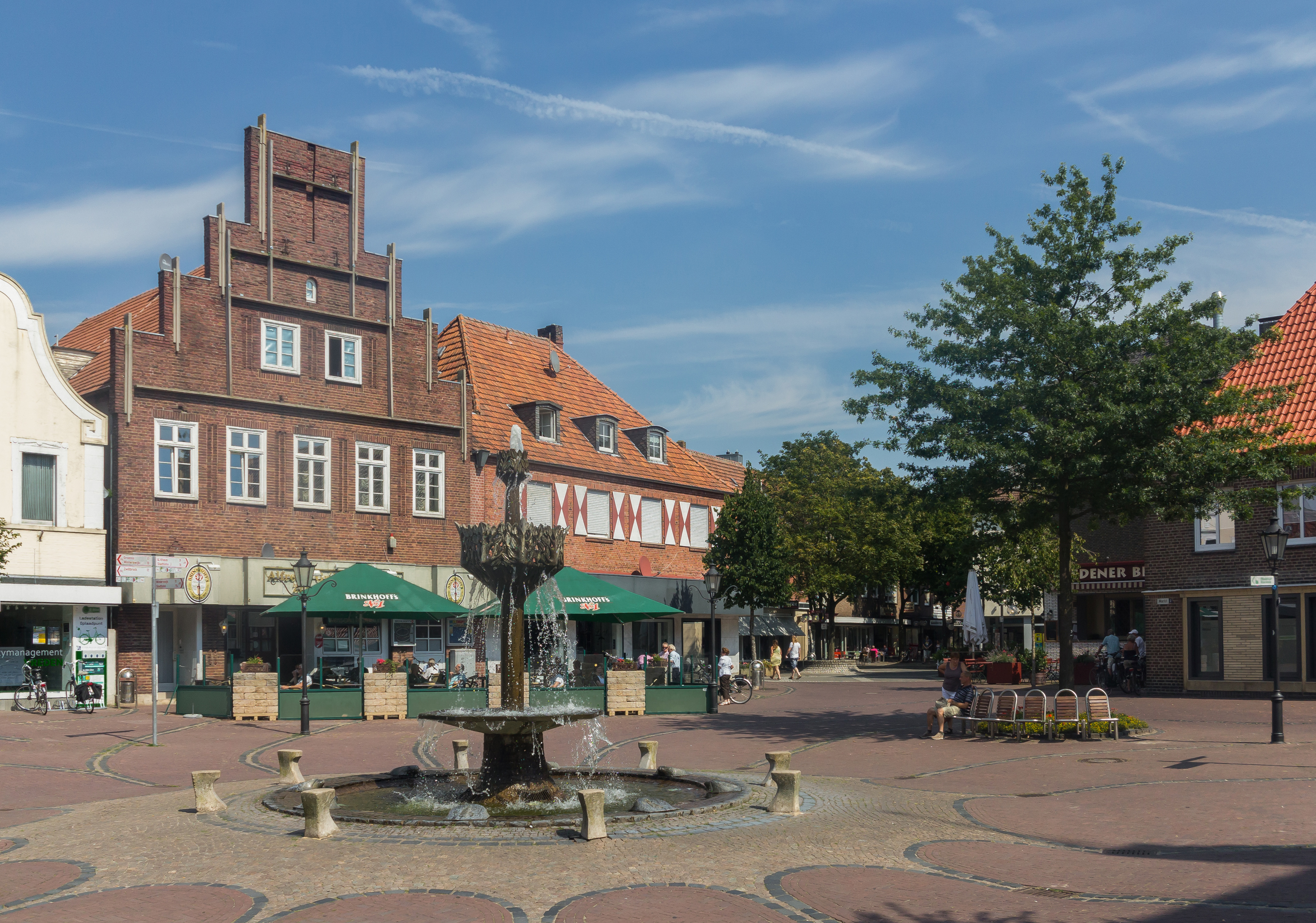
Vreden, Marktplatz

### Museen
Das wichtigste Kultureinrichtung in Vreden ist das Kult Westmünsterland, welches das ehemalige Hamaland-Museum weiterführt. Das Kult ist zugleich auch Kreismuseum des Kreises Borken. Es beschäftigt sich mit der kulturgeschichtlichen Entwicklung des westlichen Münsterlands.
Daneben besteht im Stadtpark von Vreden das Bauernhaus-Museum Vreden. Hierbei handelt es sich um eine historische Hofanlage, die sich aus zwölf dorthin versetzten Bauernhäusern und Nebengebäuden (Mühle, Backhaus, Schmiede, Remise usw.) zusammensetzt.
Weitere Museen und Bildungseinrichtungen sind (zum Teil privat geführt):
- Scherenschnitt–Museum
- Miniaturschuh-Museum
- Skulpturenpark Erning
- Heimathaus Noldes (in Vreden-Ammeloe)
- Berkelkraftwerk
- Biologische Station Zwillbrock

### Bauwerke
Im März 1945, kurz vor Ende des Zweiten Weltkriegs, wurde Vreden zum Ziel von Luftangriffen, die insbesondere den innerstädtischen Bereich stark beschädigten. Viele Gebäude wurden im Zuge des Wiederaufbaus komplett neu errichtet. Daher umfasst die Liste der Baudenkmäler in Vreden vergleichsweise wenige Gebäude in der Innenstadt.
Besonders nennenswert sind folgende Bauwerke:
- Historische Überreste der Burg Vreden
- Barockes Herrenhaus (heute beide Teil des Rathauses)
- Altes Rathaus (am Marktplatz)
- Stiftskirche St. Felizitas mit dem Vredener Hungertuch von 1619
- Historische Überreste der Vorgängerkirchen (Fundamente) unter der Pfarrkirche St. Georg, zum Teil aus dem 9. Jahrhundert
- Kapelle Maria Brunn
- Barockkirche Zwillbrock

### Parks
Vreden liegt in der sogenannten Münsterländer Parklandschaft. Daher finden sich außerhalb der Siedlungsgebiete mehrere Landschaften, die parkähnlichen Charakter haben. Prominentestes Beispiel ist das Zwillbrocker Venn, das die größte Lachmöwenkolonie Europas beherbergt wie auch die nördlichste Brutkolonie von Flamingos.
Der Stadtpark dient als innerstädtisches Naherholungsgebiet. Im Park wurden verschiedene Skulpturen installiert, darunter mehrere, die im Rahmen eines Bildhauersymposiums 1977 in Zusammenarbeit mit der Essener Folkwangschule entstanden.
In unmittelbarer Nähe zum Stadtpark liegen die noch bestehenden Teile des Stadtgrabens sowie der Butenwall. Dabei handelt es sich um einen ehemals außerhalb der Stadtbefestigung liegenden Ring, der vom Kraftverkehr nur eingeschränkt genutzt werden darf.
Öffentlich nicht zugänglich ist der private Skulpturenpark der Eheleute Erning. Das ausgedehnte Grundstück am Stadtrand zählt laut Westfalenspiegel „zu den schönsten Naturkunstwerken, die in Privatinitiative entstanden sind“. Im Park werden viele von den Initiatoren geschaffene Skulpturen präsentiert. Weitere Schöpfungen der Künstler finden sich an verschiedenen Stellen im Stadtbild.

### Regelmäßige Veranstaltungen
Die wichtigste Veranstaltung im Vredener Raum ist die jährlich von Samstag bis Montag am ersten September-Wochenende stattfindende Vredener Kirmes. Im Schnitt kommen an den drei Tagen über 80.000 Besucher zu diesem großen Volksfest in die für diesen Zweck gesperrte Innenstadt. Damit ist es die zweitgrößte Kirmes im Kreis Borken und die größte im Altkreis Ahaus. Dem katholischen Ursprung als Kirchweihfest entsprechend wird sie bis heute auch als religiöses Fest mit einer Prozession gefeiert.
Weiterhin finden jährlich oder zweijährlich unter anderem der Hamalandtag, der Hansemarkt, der Heimattag und die Jazztage statt. Darüber hinaus veranstalten die örtlichen Schützenvereine jährlich (Bürgerschützenverein: zweijährlich) ihre Schützenfeste.
Sportvereine, Clubs und Nachbarschaften organisieren ferner verschiedenste kleine und große Veranstaltungen, die häufig auch für die Öffentlichkeit zugänglich sind (zum Beispiel Mittsommernachtslauf, Neujahrslauf, die sogenannten „Szene 80“-Partys oder die „blau-gelbe Nacht“.)

### Vereine (Auswahl)
Kultur- und Brauchtumsvereine
- Heimat- und Altertumsverein der Vredener Lande e. V., Gründungsträger des Hamaland-Museums
- Allgemeiner Bürgerschützenverein St. Georg e. V. Vreden
- Vredener Georgspfadfinder e. V.

Weitere Schützenvereine bestehen in allen Bauerschaften und Ortsteilen.
Sportvereine
- TV Vreden 1922 e. V. (größter Vredener Verein für Wettkampf- und Breitensport, unter anderem Badminton, Handball, Leichtathletik und Wasserball)
- SpVgg Vreden (Fußball)
- DLRG-Ortsgruppe Vreden
- Sportschützen Vreden 1960 e. V.
- Celtic Stepfire 2004 e. V.
- Ausdauerteam Vreden e. V.

Weitere Fußballvereine bestehen in Vreden (FC Vreden) und den Ortsteilen (ASV Ellewick-Crosewick, SF Ammeloe und Grün-Weiß Lünten). Für andere Sportarten bestehen eigenständige Vereine, wobei die DHG Ammeloe-Ellewick aus den vormals eigenständigen Damenhandball-Mannschaften des ASV Ellewick und der SF Ammeloe entstanden ist.

## Wirtschaft und Infrastruktur

### Verkehr

#### Straße
Aufgrund der geografischen Randlage war Vreden lange Zeit nicht direkt an das Bundesfernstraßennetz angebunden. Im Zuge einer Neuordnung wurde die frühere L 572 mit Wirkung vom 1. Januar 2010 zur Bundesstraße aufgestuft, so dass die B 70 Vreden nunmehr in Nord-Süd-Richtung quert. Zudem führen die Landesstraßen L 560 und L 608 durch Vreden.
Die nächstgelegenen deutschen Autobahnen sind die A 31 (etwa 20 km Entfernung) sowie die Autobahnen A 3, A 30 und A 43 in jeweils etwa 35–40 km Entfernung. Auf niederländischer Seite beträgt die Entfernung zum Fernstraßennetz etwa 10–15 km (Nationalstraßen N 18, N 313, N 318 und N 319) bzw. 25 km (Autobahnen A 18 und A 35).
Innerstädtisch führen drei Ringstraßen um den Stadtkern, wobei der sogenannte Butenwall, der die historische Innenstadt umgibt, für den motorisierten Verkehr überwiegend gesperrt ist. Der äußere Ring ist seit Spätsommer 2006 durchgehend befahrbar. Die Ortsteile sind über Kreisstraßen angebunden.

#### Bus
Die SchnellBus-Linie S70 verbindet Vreden mit Ahaus und führt weiter durch das Westmünsterland bis ins Oberzentrum Münster. In Ahaus besteht Anschluss an den Bahnlinie Enschede–Dortmund. In Coesfeld, das mit der Regionalbuslinie R61 erreicht wird, gibt es zusätzliche Verbindungen nach Essen und Münster. Seit 2022 besteht zudem mit dem Express-Bus X80 eine Verbindung zu den Bahnhöfen in Bad Bentheim (mit Anschluss an den Intercity nach Berlin) und Bocholt (mit Anschluss nach Düsseldorf). 
RegioBus und BürgerBus-Linien ergänzen das ÖPNV-Angebot. Der bereits seit 1987 verkehrende Bürgerbus war seinerzeit einer der ersten in Deutschland.
| Linie | Verlauf | Takt                            | Betreiber                   |
| ----- | --- | ------------------------------- | --------------------------- |
| R61   | Coesfeld – Hochmoor – Gescher – Stadtlohn – Vreden                                                           | 60 min (Mo–Sa), 120 min (So)    | Regionalverkehr Münsterland |
| S70   | Münster (Westf) Hbf – Laer – Horstmar – Schöppingen – Heek – Ahaus – Wessum – Ottenstein – Vreden            | 60 min (Mo–Sa), 120 min (So)    |                             |
| R71   | Vreden – Winterswijk                                                                                         | 120 min (Mo–Fr), 60 min (Sa)    |                             |
| X80   | Bocholt, Bustreff – Bocholt – Rhede – Burlo – Oeding – Vreden – Alstätte – Gronau – Gildehaus – Bad Bentheim | 60 min (Mo–Fr), 120 min (Sa–So) |                             |

#### Fahrrad
Mehrere Radwanderwege führen durch Vreden, u. a. der Europaradweg R1 (führt von Frankreich bis nach Russland), die 100-Schlösser-Route, die Flamingoroute und die agri cultura Route.

#### Eisenbahn
Der Verkehr der Bahnstrecke Stadtlohn–Vreden wurde im Oktober 1902 aufgenommen und am 31. Mai 1958 (Personenverkehr) beziehungsweise in den 1980er Jahren (Güterverkehr) eingestellt. Die nächstgelegenen Bahnhöfe sind Winterswijk an den Bahnstrecken Zutphen–Winterswijk bzw. Winterswijk–Zevenaar, Ahaus an der Bahnstrecke Dortmund–Gronau und Borken auf der Strecke Borken–Essen.

#### Schifffahrt
Die Berkelschifffahrt kam bereits im 19. Jahrhundert zum Erliegen.

#### Flugplatz
An der Gemeindegrenze zu Stadtlohn befindet sich der Verkehrslandeplatz „Flugplatz Stadtlohn-Vreden“, der neben Segel- und Freizeitpiloten auch geschäftlich an- oder abgeflogen werden darf. Die Landebahn hat eine Länge von 1.200 Metern. Die nächstgelegenen Verkehrsflughäfen Münster-Osnabrück und Düsseldorf sind etwa eine Autostunde entfernt.

### Bildung
Mit der St.-Norbert-Schule und der St.-Marien-Schule haben zwei Grundschulen ihren Standort in der Innenstadt. Die Hamaland-Schule entstand aus der Zusammenlegung der vormals selbständigen Grundschulen in Ammeloe, Ellewick und Lünten. Unter dem Dach des Schulverbunds werden alle drei Standorte weitergeführt. Weitere (Grund-)Schulen bestanden früher in verschiedenen Bauerschaften, wurden aber im Laufe der Jahre geschlossen. Zuletzt schloss die Grundschule Großemast im Jahr 2009.
Bei den weiterführenden Schulen stehen aktuell drei Schulformen zur Verfügung. Bereits im Jahr 1677 wurde das Gymnasium Georgianum gegründet. Standort der Schule ist der Schulcampus am Widukind-Stadion. Dort liegt auch die 2013 gegründete Sekundarschule. Diese startete, nachdem die „Hoimar von Ditfurth-Realschule“ sowie die Hauptschule „St. Georg“ zum Schuljahr 2013/2014 auslaufend gestellt wurden. Die Hauptschule „St. Georg“ wiederum entstand aus der Zusammenlegung der zuvor eigenständigen Walbert-Schule (Hauptschule) mit der „alten“ Hauptschule St. Georg.
Das Schulangebot wird am südöstlichen Rand der Innenstadt ergänzt durch die Förderschule St.-Felicitas-Schule. In direkter Nachbarschaft hatte auch die „alte“ St.-Georg-Schule ihren Standort.
Zusätzliches Bildungsangebot gibt es von der Volkshochschule, die unter dem Namen „aktuelles Forum“ auftritt. Hierbei handelt es sich um einen Zweckverband der Städte Ahaus, Stadtlohn und Vreden sowie der Gemeinden Heek, Legden, Schöppingen und Südlohn. Die Musikschule wiederum war lange ein Gemeinschaftsangebot mit der Gemeinde Südlohn, wird jedoch inzwischen ausschließlich von der Stadt Vreden getragen.

### Ansässige Unternehmen
Prägend für die Wirtschaftsstruktur in Vreden sind Betriebe der verschiedensten Branchen. Dabei liegt der Schwerpunkt bei mittelständischen Unternehmen.
Darüber hinaus gibt es in Vreden einige Handwerksbetriebe, die auch überregional bekannt sind. Ein Beispiel hierfür sind die Schuhmacher Wessels, deren Ursprung im Jahr 1745 liegt. Der Familienbetrieb hat sich auf ungewöhnliches Schuhwerk spezialisiert, insbesondere Schuhe in Übergrößen.
Die in Vreden ansässige Firma PlanET Biogastechnik wurde für ihre Ideen im Bereich der erneuerbaren Energien im Jahr 2006 mit dem „Großen Preis des Mittelstands“ ausgezeichnet.
Wichtige Branchen und Arbeitgeber sind (Auswahl):
- Fahrzeugbau: Niederlassung von Schmitz Cargobull
- Kunststoffherstellung und Verarbeitung: Wefapress Beck + Co GmbH und eine Niederlassung von Quadrant AG
- Schmuckherstellung: Niessing Manufaktur GmbH & Co. KG

### Öffentliche Einrichtungen
- Landeskundliches Institut Westmünsterland
- Arbeiterkolonie St. Antoniusheim Vreden

## Besondere Ereignisse

### Grundlagen der Sozialen Marktwirtschaft
Gegen Ende des Zweiten Weltkriegs wurde das „Institut für textile Marktwirtschaft“ der Westfälischen Wilhelms-Universität von Münster nach Vreden-Ellewick ausgelagert, um es vor den Bombenangriffen der Alliierten zu schützen.
Der Leiter des Instituts, Alfred Müller-Armack, entwickelte in dieser Zeit die Grundlagen der Sozialen Marktwirtschaft, die er 1947 in seinem Buch „Wirtschaftslenkung und Marktwirtschaft“ publizierte. Er gilt damit auch als einer der Väter des Wirtschaftswunders. Als am 21. Juni 1948 die D-Mark in Deutschland ausgegeben wurde, weilte Müller-Armack in Vreden und half selbst, die neuen Scheine an die Bevölkerung auszuteilen.

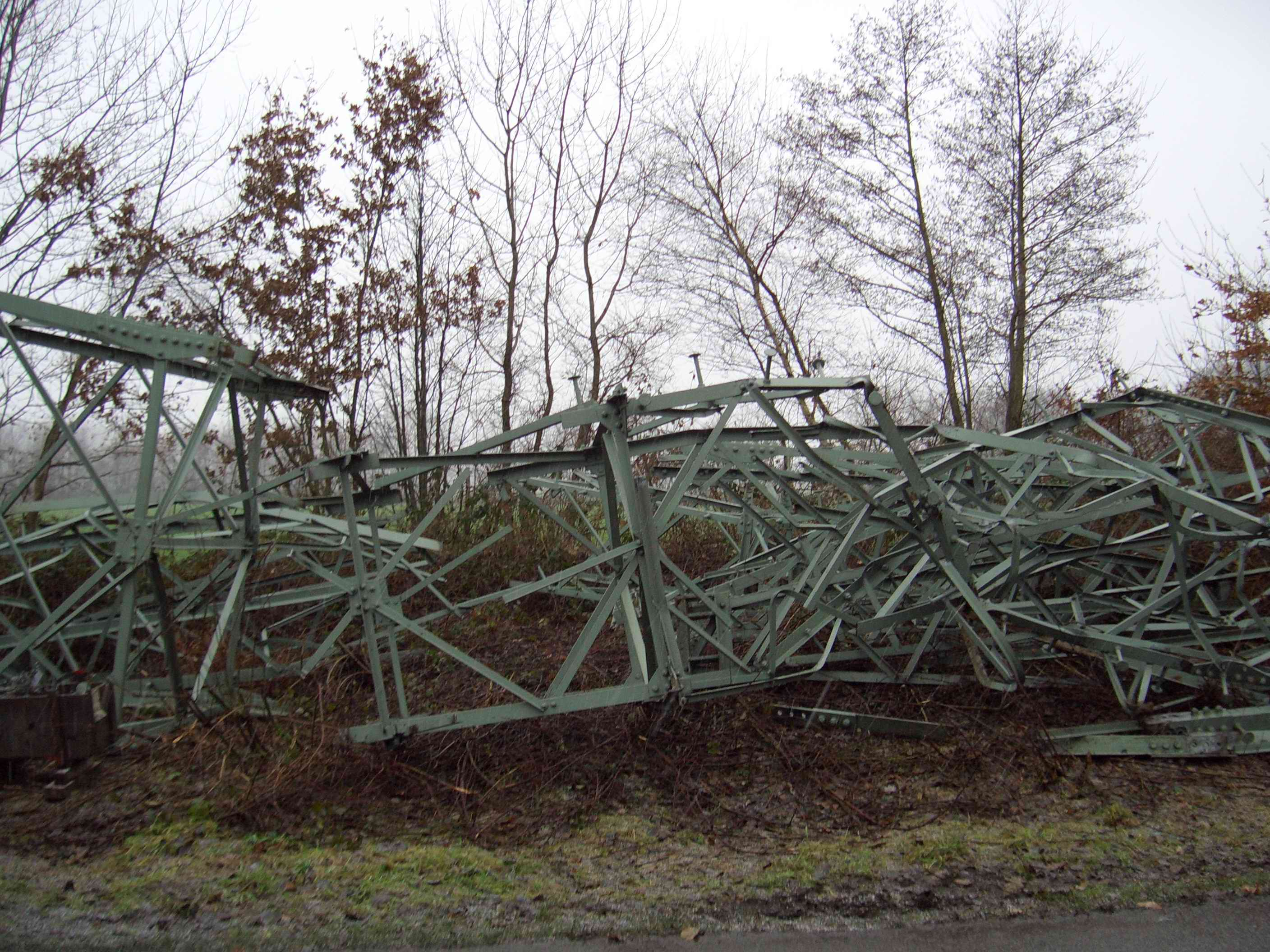
Umgeknickter Strommast westlich der Stadt Vreden

### Münsterländer Schneechaos
Vreden wurde überregional bekannt, als am 25. November 2005 durch das sogenannte Münsterländer Schneechaos, einem schweren Wintereinbruch, weite Teile der Stadt Vreden für mehrere Tage von der Stromversorgung abgeschnitten wurden. Die Last von tonnenschwerem Schnee ließ sieben Stahlgerüst-Strommasten der 110-kV-Überlandleitung und 22 kleinere Betonmasten zusammenbrechen.

### Grenzüberschreitender Blumenkorso
Der einzige grenzüberschreitende Blumenkorso findet in Vreden statt. Seit 1912 zieht der Rekkener Blumencorsoverein Ende August über die deutsch-niederländische Grenze in das Vredener Kirchdorf Wennewick-Oldenkott.

## Persönlichkeiten
In Vreden geborene Persönlichkeiten sowie weitere für Vreden bedeutende Personen sind in der Liste von Persönlichkeiten der Stadt Vreden aufgeführt.